# Eupraxofía
La «eupraxofía» es un concepto, acuñado por el filósofo Paul Kurtz, para indicar una concepción de la vida, o cosmovisión no religiosa que enfatiza la importancia de una vida ética y plena, relacionada con métodos como la lógica, la observación y la ciencia más que con la fe, el misticismo o la revelación.
La eupraxofía promueve una perspectiva cósmica que evita el componente sobrenatural de la religión, la llamada "tentación trascendental".
La palabra proviene del griego buenas prácticas y sensatez.